# Церковь Николая Чудотворца (Таганрог)
Храм святителя Николая Чудотворца — приходской храм Таганрогского благочиния Ростовской и Новочеркасской епархии Русской православной церкви. Храм расположен в городе Таганроге Ростовской области (улица Шевченко, 28). Главная святыня — мощи святого Павла Таганрогского.

## История
В 1777 году главнокомандующий Азовской флотилией и Таганрогским портом контр-адмирал Федот Клокачёв ходатайствовал перед архиепископом Славянским и Херсонским Евгением (Вулгарисом) позволить постройку храма во имя святителя Николая в «морских кварталах» Таганрога.
В 1778 году церковь была уже освящена, а вскоре он был определён как соборный до постройки Успенского собора. Первым настоятелем был назначен священник Воронежской епархии Исидор Ляхницкий. По легенде, место для храма было выбрано в том самом месте, где стояла палатка Петра Первого, когда он в первый раз прибыл на Таганий Рог и делал в море промеры. Храм был построен моряками, а прихожанами его были преимущественно рыбаки.
В 1844 году была установлена новая деревянная колокольня. В 1865 году староста храма Смирнов ходатайствовал перед городским управлением о безвозмездном выделении земли для постройки дома, в котором помещалась бы школа и квартира причта.
В 1845 году к храму была пристроена 3-ярусная кирпичная колокольня и благоустроена прилегающая территория. Позже к приделу пристроили трапезную. В архитектурно-художественном отношении здание нынче представляет собой типичную приходскую церковь, выстроенную по классическим канонам. Колокольня и трапезная выполнены с деталями в стиле ампир.
22 мая 1855 года во время Крымской войны 1855—1856 годов Таганрог подвёргся артиллерийскому обстрелу, о чём остались свидетельства в виде застрявших бомб в северной стене Свято-Никольского храма.
В 1941 году во время Великой Отечественной войны деревянная часть церкви полностью сгорела. В 1957 году верхние ярусы колокольни были взорваны.
При государственном финансировании церковь была восстановлена в 1990-х годах стараниями настоятеля Александра Клюнкова и при содействии старосты Анны Сысуевой по проекту «Спецреставрации».

### Херсонесский туманный колокол
Табличка на колоколе гласит:

Колокол отлит в Таганроге в 1778 году из турецких пушек, взятых в качестве трофея. На нем изображены покровители моряков — св. Николай и св. Фока. После Крымской войны был вывезен в Париж, где находился до 1913 года. Во время непогоды использовался как сигнальный колокол.

В 1803 году по указу императора Александра I колокол был отправлен в Севастополь и предназначался для строящейся церкви Святого Николая. После Крымской войны 1853—1856 годов союзные войска Англии и Франции вывезли колокол из Севастополя в числе трофеев. Возвращение колокола состоялось 23 ноября 1913 года при большом стечении народа и сопровождалось торжественным крестным ходом.

## Духовенство
- Настоятель — иеромонах Маврикий (Звягинцев)
- Иеромонах Герман (Погорелов).
- Иеродиакон Ефрем (Устименко).
- Иеромонах Иоасаф (Кислица)